# Lowell (Carolina del Nord)
Lowell è una città degli Stati Uniti d'America situata nella Carolina del Nord, nella Contea di Gaston.